# Josep-Lluís Serrano Pentinat
Josep-Lluís Serrano Pentinat (Tivissa, 19. ožujka 1977.) je španjolski prelat Katoličke Crkve koji služi kao biskup Urgella i po službenoj dužnosti biskupski suknez Andore od 2025. godine. Serrano je radio u diplomatskoj službi Svete Stolice od 2012. do 2024. godine.

## Životopis
Serrano je rođen 19. ožujka 1977. u Tivissi u Španjolskoj. Tečno govori španjolski, katalonski, francuski, engleski, talijanski i portugalski. Ušao je u malo sjemenište u Tortosi s 14 godina, a zatim u veliko sjemenište 1995. godine. Studirao je na Teološkom fakultetu u Barceloni i stekao diplomu prvostupnika teologije 2001. godine. Serrano je zaređen za đakona 2001. godine te je djelovao u župi Uznesenja Marijina u Amposti godinu dana. Dana 21. travnja 2002. za svećenika ga je u katedrali u Tortosi zaredio biskup Xavier Salinas i Vinyals.
Serrano je služio kao župnik triju ruralnih župa, la Palma d'Ebre, la Bisbal de Montsant i Margalef, od 2002. do 2005. godine. Studirao je dogmatsku teologiju na Papinskom sveučilištu Gregoriana od 2005. do 2007. godine, a licencijat je stekao 2007. godine. Vrativši se u Tortosu, bio je župnik župa Sant Andreu i Sant Pere, obje u općini Vandellòs i l'Hospitalet de l'Infant. Od 2008. do 2009. godine služio je i kao moderator Pastoralne jedinice Costa Nord. Bio je predavač na Sveučilištu Tortosa od 2007. do 2009. godine.
Serrano je studirao na Papinskoj crkvenoj akademiji u Rimu od 2009. do 2012. te na Papinskom lateranskom sveučilištu, gdje je 2011. stekao licencijat iz kanonskog prava, te na Papinskom sveučilištu Gregoriana, gdje je 2012. doktorirao dogmatsku teologiju tezom Palabra Sacramento y Carisma: La eclesiologia de E. Corecco.
Serrano je bio tajnik nuncijature u Mozambiku od 2012. do 2016. godine. Zatim je od 2016. do 2017. služio kao tajnik nuncijature u Nikaragvi, a od 2017. do 2019. nuncijature u Brazilu. Godine 2019. postao je savjetnik Odjela za opće poslove Državnog tajništva, a do 2024. bio je osobni tajnik nadbiskupa Edgara Peñe Parre, zamjenika državnog tajnika.
Dana 12. srpnja 2024. papa Franjo imenovao je Serrana koadjutorom biskupa Urgella. Nakon ostavke Joana Enrica Vivesa i Sicilije, Serrano postaje biskup Urgella i time suknez Andore. Njegovo imenovanje okončalo je nagađanja u lokalnom tisku da bi se mogla stvoriti biskupija samo za Andoru ili da se razmatra promjena biskupove uloge kao sukneza. Biskupsko posvećenje primio je 21. rujna od nadbiskupa Edgara Peñe Parre.
Dana 31. svibnja 2025. Serrano je postao biskup Urgella i suknez Andore nakon što je papa Lav XIV. prihvatio Vivesovu ostavku.